# Kabahijabdi
Kabahijabdi (nep. कवहीजब्दी) – gaun wikas samiti w środkowej części Nepalu w strefie Narajani w dystrykcie Bara. Według nepalskiego spisu powszechnego z 2001 roku liczył on 530 gospodarstw domowych i 3794 mieszkańców (1818 kobiet i 1976 mężczyzn).